# Wilhelm Zaisser
Wilhelm Zaisser, ps. „General Gómez” (ur. 20 czerwca 1893 w Rotthausen koło Gelsenkirchen, zm. 3 marca 1958 w Berlinie Wschodnim) – niemiecki polityk, członek KPD, minister bezpieczeństwa państwowego NRD.

## Życiorys
W czasie I wojny światowej służył w armii cesarskiej. Po zakończeniu wojny pracował jako nauczyciel. W 1925 roku został agentem radzieckiego wywiadu wojskowego GRU i dostarczał informacje wywiadowcze dotyczące Republiki Weimarskiej. Przebywając w Chinach jako były oficer armii cesarskiej założył w Szanghaju organizację kombatancką Stahlhelm, dzięki czemu zdobywał zaufanie niemieckich oficerów i dyplomatów. Uczestnicząc w wojnie domowej w Hiszpanii (1936–1939), jako oficer radziecki pod ps. „General Gómez”, wysyłał do Moskwy informacje o sytuacji w Hiszpanii. Po powrocie do ZSRR nie był represjonowany. Od 1941 działał jako oficer polityczny i szkoleniowy wśród niemieckich jeńców wojennych. W 1945 osiadł na terenie Niemiec w radzieckiej strefie okupacyjnej, z zadaniem utworzenia Korpusu Ochrony Państwa (który stał się zaczątkiem Stasi).  W latach 1950–1953 mianowany pierwszym szefem Ministerstwa Bezpieczeństwa Państwowego (MGB) NRD. Stopniowo stał się coraz bardziej krytyczny wobec stalinizmu.
W lipcu 1953 po próbie obalenia I sekretarza Waltera Ulbrichta razem z Rudolfem Herrnstadtem został zdymisjonowany, co można wiązać z wydarzeniami tzw. powstania czerwcowego w NRD z 17 czerwca tegoż roku. Na nim też skupił się gniew I sekretarza Waltera Ulbrichta, który, poparty przez Nikitę Chruszczowa, oskarżył go o działalność rozłamową w łonie Biura Politycznego KC SED i w styczniu 1954 wykluczył z szeregów SED. Z racji sprawowanych funkcji był „skoszarowany” w partyjno-rządowym osiedlu kierownictwa NRD wokół Majakowskiring w Berlinie-Pankow.